# Milivoj Bebić
Milivoj Bebić (Spalato, 29 agosto 1959) è un ex pallanuotista e allenatore di pallanuoto jugoslavo, vincitore di una medaglia d'oro alle olimpiadi di Los Angeles 1984 e di una d'argento alle olimpiadi di Mosca 1980. , di un argento agli europei di Sofia 1985 .
Ha giocato per il POŠK di Spalato e poi per Ortigia e Volturno.  arrivando in finale di Coppa delle Coppe .A metà anni '90 ha allenato il Volturno, di Santa Maria Capua Vetere.che ha condotto alla vittoria in Coppa Comen e alla finale di campionato e Coppa Len. 
Nel 2013 è stato inserito nel International Swimming Hall of Fame. Dal 2022 è membro della LEN.

## Carriera
All'età di 10 approdò nel POŠK dove vinse per ben due volte la Coppa delle Coppe e una Supercoppa LEN. All'età di 17 anni fu chiamato in nazionale con la quale conquistò una medaglia d'oro ai giochi olimpici di Los Angeles 1984.

## Palmarès

### Giocatore

#### Club

##### Trofei nazionali
- Coppa di Jugoslavia: 2

POŠK: 1979-1980, 1982-1983

##### Trofei internazionali
- Coppa delle Coppe: 2

POŠK: 1980-1981, 1982-1983
- Supercoppa LEN: 1

POŠK: 1984
- Coppa COMEN: 2

POŠK: 1984, 1985

#### Nazionale
- Oro olimpico: 1

Jugoslavia: Los Angeles 1984
- Argento olimpico: 1

Jugoslavia: Mosca 1980
- Oro ai Giochi del Mediterraneo: 2

Jugoslavia: Spalato 1979, Casablanca 1983
- Argento ai campionati europei: 1

Jugoslavia: Sofia 1985
- Argento nella Coppa del Mondo: 2

Jugoslavia: Fiume e Belgrado 1979, Long Beach 1981

## Onorificenze
- Ordine della Danica Hrvatska